# أكس264
x264 هي مكتبة برمجية حرة تستخدم في ترميز الفيديو وفق الصيغة H.264/MPEG-4 AVC. أُصدِرت وفق رخصة جنو العمومية GPL.

## تاريخياً
بدء Laurent Aimar مشروع تطوير هذه المكتبة لكنه توقف في 2004 بسبب ارتباطه مع شركة Atme الفرنسية والتي تعمل بمجال ضغط وبث الفديو ليكمل بعده الطريق Loren Merritt.
يعمل حالياً على هذا المشروع بالإضافة إلى Loren Merritt المطورين: Jason Garrett-Glaser، Steven Walters، Anton Mitrofanov، Henrik Gramner و Daniel Kang.

## المقدرات
توفر المكتبة أداة تحكم عن طريق سطر الأوامر يمكن ربطها مع العديد من واجهات الاستخدام الصورية بالإضافة إلى واجهة برمجة تطبيقات للاستخدام داخل البرامج الأخرى، بالإضافة إلى تفوقها على أغلب مرمزات إتش 264 من ناحية الخدمات التقنية كدعمها للترميز المحافظ التنبئي و غيرها.
تفيد المكتبة من ميزات سيمد لتسريع التنفيذ بلغة التجميع على عدة منصات مثل x86، PowerPC و Atom.
كما أنها تعتبر المكتبة البرمجية الحرة الوحيدة التي توفر ترميزات متوافقة مع البلو-راي. وقد استخدمت شركة Warner Brothers هذه المكتبة لإنتاج أقراص بلو-راي تجارية.

## روابط خارجية
- X264 على موقع Open Hub (الإنجليزية)
- X264 على موقع Free Software Directory (الإنجليزية)
- الموقع الرسمي للمكتبة
- ترخيص الكود المصدري